# Sékou Mara
Sékou Mara (* 30. Juli 2002 in Paris) ist ein französisch-senegalesischer Fußballspieler, der seit 2024 bei Racing Straßburg in der heimischen Ligue 1 unter Vertrag steht.

## Karriere

### Verein
Mara begann seine fußballerische Ausbildung im Nachwuchsleistungszentrum von Paris Saint-Germain. 2014 wechselte er in die Jugend des AC Boulogne-Billancourt, wo er bis 2017 spielt. Weitere drei Jahre in der Jugend absolvierte er bei Girondins Bordeaux. 2019/20 spielte er dort in der zweiten Mannschaft, für die er in 11 Saisonspielen fünf Tore schießen konnte. In der Folgesaison spielte er weitere drei Male in der National 3.
Am 10. Februar 2021 (3. Runde) debütierte er für die Profimannschaft im Pokalspiel gegen den FC Toulouse, als er in der Startformation stand, sein Team aber mit 0:2 aus dem Turnier ausschied. Zwei Wochen später (27. Spieltag) debütierte er gegen den FC Metz, als er in der 84. Minute für Rémi Oudin ins Spiel kam. In der Saison 2020/21 stand er jedoch häufig nur im Spieltagskader und blieb ohne Einsatz. Bei seinem fünften Einsatz am 2. Mai 2021 (35. Spieltag) schoss er beim 1:0, in der Startelf stehend, sein erstes Profitor gegen Stade Rennes. In der Ligue 1 2021/22 wurde er deutlich häufiger eingesetzt und erzielte 6 Tore in 26 Ligaspielen, stieg jedoch mit seiner Mannschaft am Saisonende als Tabellenletzter in die zweite Liga ab.
Am 21. Juli 2022 wurde der 19-Jährige vom englischen Verein FC Southampton aus der Premier League verpflichtet. Mit dem Verein stieg Mara am Ende der Spielzeit in die zweitklassige EFL Championship ab. Insgesamt bestritt der Stürmer in zwei Jahren 64 Pflichtspiele und erzielte dabei acht Treffer. Im August 2024 wechselte er zurück nach Frankreich zum Erstligisten Racing Straßburg und unterschrieb dort einen Vertrag bis 2029.

### Nationalmannschaft
Von 2017 bis 2023 absolvierte Mara insgesamt 20 Partien für diverse französische Jugendnationalmannschaften und erzielte dabei acht Treffer.